# Winder
Winder es una ciudad ubicada en el condado de Barrow en el estado estadounidense de Georgia. En el año 2000 tenía una población de 10.201 habitantes.

## Geografía
Winder se encuentra ubicada en las coordenadas 33°59′47″N 83°43′15″O / 33.99639, -83.72083 (33.996495, -83.720873).
Según la Oficina del Censo, la localidad tiene un área total de 29 km² (11,2 mi²), de la cual 28,1 km² (10,8 mi²) es tierra y 0,9 km² (0 mi²) (3.10%) es agua.

## Demografía
Según la Oficina del Censo en 2000 los ingresos medios por hogar en la localidad eran de $35,924, y los ingresos medios por familia eran $40,896. Los hombres tenían unos ingresos medios de $31,371 frente a los $21,736 para las mujeres. La renta per cápita para la localidad era de $17,108. 